# ضیا پاشا
ضیا پاشا (انگلیسی: Ziya Pasha؛ 1829 – ۱۸۸۰) مؤلف (پدیدآور)، مترجم، نویسنده، و سیاستمدار اهل ترکیه بود.